# Murphy's Law (Britse televisieserie)
Murphy's Law is een Engelse BBC televisieserie, met acteur James Nesbitt als de undercover politieman, Tommy Murphy. Sedert 2003 zijn drie series  en drie aparte afleveringen van deze politieserie geproduceerd. 

## Detective Sergeant Tommy Murphy
Hoofdpersoon in de serie is de ruwe politieman Tommy Murphy. Murphy heeft een zwaar persoonlijk verlies geleden. Hij is afkomstig uit Noord-Ierland waar zijn dochter door een bomexplosie om het leven is gekomen en waarvan Murphy zichzelf de schuld geeft.
Murphy is het type agent dat zijn eigen gang gaat, maar ook kwetsbaar is. Hij zorgt ervoor dat hij als undercoveragent het vertrouwen kan winnen van de boeven waar hij achteraan gaat. Murphy kan altijd rekenen op zijn baas, Annie Guthrie (gespeeld door Claudia Harrison die in 5 afleveringen voorkomt). Ook politie-inspecteur Alan Carter (gespeeld door Del Synnott) geeft hem ondersteuning. In de 21 geproduceerde afleveringen komt een grote afwisseling voor van acteurs die meestal maar één keer in de serie voorkomen.

## Afleveringen
- Pilot: Murphy's Law - 2003
- Electric Bill - 2003
- Manic Munday -2003
- Reunion - 2003
- Kiss and Tell - 2003
- Jack's Back - 2004
- Bent Moon on the Rise - 2004
- Ringers - 2004
- Go Ask Alice - 2004
- Convent - 2004
- The Group - 2004
- The Goodbye Look - 2005
- Disorganised Crime - 2005
- Strongbox - 2005
- Extra Mile - 2005
- Boy's Night Out - 2005
- Hard Boiled Eggs and Nuts - 2005

Seizoen 4
- Episode 1- 2006
- Episode 2- 2006
- Episode 3– 2006

Seizoen 5
- Episode 1– 2007
- Episode 2- 2007
- Episode 3- 2007